# Moray
Moray (gael. Moireibh) – jednostka administracyjna (council area) w północno-wschodniej Szkocji, nad Morzem Północnym. Zajmuje powierzchnię 2238 km², a zamieszkana jest przez 93 470 osób (2011). Ośrodkiem administracyjnym jest Elgin.
Utworzona w 1996 roku, obejmuje większą część historycznych hrabstw Moray oraz Banffshire.

## Miejscowości
- Aberlour
- Alves
- Archiestown
- Arradoul
- Broadley
- Buckie
- Burghead
- Clochan
- Craigellachie
- Cullen
- Cummingston
- Dallas
- Dipple
- Drybridge
- Dufftown
- Duffus
- Elgin
- Findhorn
- Findochty
- Fochabers
- Forres
- Fogwatt
- Garmouth
- Hopeman
- Ianstown
- Inchberry
- Keith
- Kinloss
- Lhanbryde
- Longmorn
- Lossiemouth
- Mosstodloch
- Newmill
- Portgordon
- Portknockie
- Rathven
- Rafford
- Rothes
- Rothiemay
- Spey Bay
- Tomintoul
- Upper Dallachy
- Urquhart